# Núria Parlon
Núria Parlon Gil (Barcelona, 2 de agosto de 1974) es una política española, desde  el 12 de agosto de 2024 Consejera de Interior y Seguridad Pública de la Generalidad de Cataluña. Desde 2009 ha estado al frente de la alcaldía de Santa Coloma de Gramanet, y revalidando el cargo en las elecciones municipales de 2011, 2015, 2019 y 2023, en las tres últimas por mayoría absoluta. Es también la coordinadora nacional de la Red de Municipios Libres de Trata. De 2014 a 2016 fue viceprimera secretaria del PSC junto al primer secretario Miquel Iceta. De 2012 a 2015 ocupó un escaño en el Parlamento de Cataluña como diputada por la circunscripción de Barcelona.

## Trayectoria
Se licenció en Ciencias Políticas por la Universidad de Barcelona. Inició un doctorado en la Universidad Pompeu Fabra, que no llegó a concluir, con un trabajo sobre John Rawls,profesor de filosofía política en la Universidad de Harvard y uno de los politólogos más influyentes del siglo XX. En 1997 se incorporó al Ayuntamiento de Santa Coloma como técnica del Gabinete de Análisis y Planificación del Área de Servicios a la Persona. Es funcionaria del ayuntamiento desde 2002 en calidad de técnica superior.

### Alcaldesa de Santa Coloma y municipalismo
El 17 de noviembre de 2009 asumió la alcaldía de Santa Coloma de Gramanet, elegida en sustitución del dimitido Bartolomé Muñoz, imputado en una trama de corrupción conocida como el Caso Pretoria. Anteriormente, había desempeñado el cargo de novena teniente de alcalde, ponente de Ciudadanía y coordinadora de las ponencias del Área de Servicios a la Persona del ayuntamiento.
Tras ser elegida por la asamblea de militantes del PSC candidata a la alcaldía de Santa Coloma de Gramanet, el 22 de mayo de 2011 Parlón ganó sus primeras elecciones municipales como cabeza de lista en Santa Coloma de Gramanet logrando 12 concejales. Revalidó su cargo en 2015 con mayoría absoluta. En mayo de 2019 repitió la mayoría absoluta con el 50,95 % de los votos, aumentando de 14 a 17 concejales.
A principios de 2012 Núria Parlon fue designada vicepresidenta de la comisión de cooperación de la Federación Española de Municipios y Provincias (FEMP).

### Partido de los Socialistas de Cataluña (PSC)
Militante del PSC desde 1998, antes de acceder a la alcaldía, Parlón era la Secretaria de Formación de la ejecutiva de la agrupación del PSC en Santa Coloma de Gramanet. De 2009 a 2011 fue miembro de esta ejecutiva en la Secretaría de Paz, Solidaridad y Cooperación.  
En 2009 ocupó el puesto número 3 de las listas del PSC al Parlamento Europeo pero no logró escaño. El 29 de abril de 2010 pasó a formar parte del comité de campaña del presidente de la Generalidad de Cataluña y primer secretario del PSC José Montilla para las elecciones autonómicas de 2010. 
El 18 de diciembre de 2011 fue elegida miembro del secretariado de la Comisión Ejecutiva Nacional, responsable del área de Ciudadanía y Sociedad Civil en el 12.º Congreso del PSC.
El 28 de marzo de 2012 fue elegida primera secretaria de la agrupación del PSC de Santa Coloma de Gramanet.
El 13 de julio de 2014 fue elegida viceprimera secretaria del PSC junto al primer secretario Miquel Iceta, cargo que asumió hasta noviembre de 2016.

### Diputada en el Parlamento de Cataluña
En octubre de 2012 es elegida por la militancia socialista candidata número 3 en la lista del PSC por la circunscripción de Barcelona para las elecciones al Parlamento de Cataluña del 25 de noviembre de 2012, logrando un escaño que ocupó hasta agosto de 2015.

## Posiciones políticas

### Cataluña
Parlon es partidaria de la celebración de una consulta en Cataluña sobre la independencia. Considera que "al PSC le queda mucho trabajo por hacer. Hemos conseguido que el PSOE vire hacia el federalismo, pero ahora hemos de lograr que Sánchez entienda que, tarde o temprano, Cataluña tendrá que votar su encaje en España, porque es lo que quiere el 80% de los catalanes. La reforma constitucional tendría que abrir la vía para que se pueda realizar una consulta en Cataluña. Así lograríamos que una mayoría de catalanes apoyasen esta reforma".[cita requerida]
El 21 de octubre de 2017 dimitió como secretaria de Cohesión e Integración en la Comisión Ejecutiva Federal del PSOE como consecuencia del apoyo del PSOE al Gobierno en la aplicación del artículo 155 en Cataluña. Fue sustituida en la Comisión Ejecutiva por Núria Marín.
En febrero de 2018 apoyó una moción del PSC de Santa Coloma de Gramenet para pedir el acercamiento de los políticos y líderes sociales presos a Cataluña.

### Prostitución
Parlon se posiciona en contra de la legalización de la prostitución como trabajo y denuncia que la desigualdad oprimirá aún más a las víctimas que son atrapadas por el proxenetismo. Es además una de las impulsoras y actual coordinadora nacional de la Red de Ciudades Libres de Trata creada con el Movimiento Democrático de Mujeres.
"Desde el mundo local debemos implicarnos para la abolición de la prostitución y en esta lucha conjunta y global contra la trata. La prostitución es una forma de esclavitud social y una forma más de violencia contra mujeres y niñas", afirma Parlon.